# District de Cognac
Le district de Cognac est une ancienne division territoriale française du département de la Charente de 1790 à 1795.
Il était composé des cantons de Cognac, Châteauneuf, Jarnac, Rouillac, Salles et Segonzac.